# 2-Metilfuran
2-Metilfuran je zapaljiva, u vodi nerastvorna tečnost sa mirisom čokolade, koja se prirodno javlja u mirti i lavandi. 2-Metilfuran se koristi kao aroma. On potencijalno može da nađe primenu u alternativnim gorivima.